# Тобіас Штілер
Тобіас Штілер (нім. Tobias Stieler; нар. 2 липня 1981, Обертсгаузен) — німецький  футбольний арбітр. З 2012 року обслуговує матчі Бундесліги, з 2014 — арбітр ФІФА.

## Кар'єра
З 2004 арбітр Футбольного союзу Німеччини, у 2009 починає обслуговувати матчі другої Бундесліги, а з 2012 і Бундесліги.
У червні 2017 обслуговував матчі молодіжного чемпіонату Європи.

## Матчі національних збірних
| Дата          | Місце проведення  | Збірні             | Рахунок | Турнір               | ЖК | YK · YK · RK | RK |
| ------------- | ----------------- | ------------------ | ------- | -------------------- | -- | ------------ | -- |
| 5 червня 2016 | Брюссель, Бельгія | Бельгія – Норвегія | 3 – 2   | Товариський матч     | 2  | 0            | 0  |
| 8 жовтня 2016 | Глазго, Шотландія | Шотландія – Литва  | 1 – 1   | Кваліфікація ЧС 2018 | 4  | 0            | 0  |